# NGC 1237
NGC 1237 je dvojna zvijezda u zviježđu Eridanu. 

## Vanjske poveznice
- SEDS: NGC 1237